# Костельна вулиця (Київ)
Костéльна ву́лиця — вулиця в Шевченківському районі міста Києва, місцевість Старий Київ. Пролягає від Майдану Незалежності до Трьохсвятительської вулиці.

## Історія
Вулиця виникла у 1830-х роках під сучасною назвою (від Олександрівського костелу, розташованого в горішній частині вулиці). З 1934 року мала назву «вулиця Челюскінців», на честь подвигу учасників полярного дрейфу на пароплаві «Челюскін» у 1934 році (назву підтверджено 1944 року). Історична назва вулиці була відновлена 1991 року.
Бульвар наприкінці вулиці з'явився у 1880-х роках.
На вулиці розташований Канадський сквер.

## Забудова
У 1910 році мостова комісія міської управи на чолі з інженером шляхів сполучень В. Я. Демченком склала проєкт робіт зі зменшення ухилу вулиці. Витрати в сумі 4 тисячі рублів покрили домовласники та причт костьолу. Згодом вулицю забудували багатоповерховими прибутковими будинками з центральним опаленням, ліфтами тощо.
Вулиця виділяється тим, що на ній майже повністю збереглася архітектура кінця XIX — початку XX століття, переважно представлена прибутковими будинками. Перші будинки з'явилися від Хрещатицької площі знизу (не збереглися).
- буд. № 3 — прибутковий будинок 1871 року, надбудований у 1913 році. Зведений за проєктом інженера І. Запорожського у стилі модерн.
- буд. № 4 — прибутковий будинок 1887 року. Зведений у стилі неоренесанс архітектором О. Шіле.
- буд. № 5 — житловий будинок 1871 року, у стилі модерн. Надбудований у 1913 році, у 1914 році до будинку прибудований флігель. Архітектор Р. Тустановський.
- буд. № 6 — будинок «Сяйво», зведений у 1927 році у стилі конструктивізм, імовірно, архітектором М. Холостенко.
- буд. № 7 — будинок Козеровського 1910–1913 років. Зведений у стилі модерн за проєктом архітектора І. Ледоховського. Прикрашений скульптурами роботи скульптора Ф. Соколова.
- буд. № 8 — прибутковий будинок початку XX століття.
- буд. № 9 — прибутковий будинок 1912–1913 років, зведений за проєктом архітектора А. Трахтенберга у стилі модерн.
- буд. № 10 — житловий будинок працівників Укрм'ясопромтресту, зведений у 1936 році, архітектор М. Гречина.
- буд. № 15 — житловий будинок вчених, зведений у 1937 році архітектором В. Заболотним.

### Олександрівський костел
Головною архітектурною домінантою Костельної вулиці є комплекс католицького Прокафедрального собору святого Олександра, до якого входять власне собор (1817—1849 рік), зведений у стилі пізнього класицизму архітектором Ф. Мєховичем, будинок домініканського монастиря (перша половина XIX століття), огорожа з брамами (перша половина XIX століття), прибутковий будинок (1913—1914), зведений за проєктом інженера Г. Познякова у стилі модерн, сторожка (1884), флігель для прислуги костелу (1824), флігель із господарським льохом (1862).

## Видатні особи, пов'язані з Костельною вулицею
У будинку № 6 на початку 1960-х проживав учений у галузі гідравліки та гідромеханіки, академік АН УРСР Георгій Сухомел.
У будинку № 8 проживали співак Степан Белина-Скупевський (1910-ті), поет Василь Чумак (1918—1919), композитор Ігор Шамо (1968—1982).
Будинок № 9 — прибутковий будинок, зведений в 1912—1913 за проєктом архітектора Абрама Трахтенберга у стилі модерн. Тут, під час свого навчання в Політехнічному інституті у 1924—1925 мешкав майбутній академік Сергій Корольов.
У будинку № 15, зведеному спеціально для українських вчених мешкали: академіки УРСР математик Микола Боголюбов (кінець 1940-х), фізик Віталій Данилов (1946—1954), учений у галузі металургії Микола Доброхотов (1940-ві — 1963), хімік Антон Думанський (1946—1967), археолог П. Єфименко (1940—1950-ті), математик та механік Михайло Лаврентьєв (1940-ві), учений у галузі обчислювальної техніки Сергій Лебедєв (1946—1951), геолог-петрограф Володимир Лучицький (1946—1949), астроном Олександр Орлов (1940—1950-ті), економіст-аграрник Павло Першин (1950—1970), зоолог Павло Свириденко (1947—1971), фізико-хімік і матеріалознавець Іван Францевич (1946—1985), учений в галузі електрозварювання Костянтин Хрєнов (1946—1984), хімік Євген Шилов (1947—1970), Георгій Курдюмов (1950-ті). Також у 1950-х в цьому ж будинку мешкали члени-кореспонденти АН УРСР гідрогеолог А. Бабинець, учений в галузі ливарного виробництва Андрій Горшков, ентомолог Євген Звєрезомб-Зубовський, вчений в галузі електродинаміки Олександр Мілях, цитолог Я. Модилевський, мікробіолог Лев Рубенчик, патофізіолог Микола Сиротинін, патофізіолог і онколог Олександр Тимофєєвський, економіст Яків Фейгін.
У житлових будинках з комплексу Олександрівського костелу проживали митрополит Андрей Шептицький (квітень-травень 1917)? у 1953—1955 поет-шістдесятник Іван Світличний, у 1949-1961 історик Микола Лисенко.

## Пам'ятники та меморіальні дошки
- буд. № 8 — меморіальна дошка Шамо Ігору Наумовичу.
- буд. № 15 — меморіальна дошка Думанському Антону Володимировичу на будинку де в 1946—1967 роках він жив і працював. Встановлено у 1973 році, архітектор І. П. Блажиєвський.
- буд. № 15 — меморіальна дошка Першину Павлу Миколайовичу, який жив і працював у цьому будинку в 1950—1970 роках. Відкрито 22 березня 1973 року, архітектор І. П. Блажиєвський.
- буд. № 15 — меморіальна дошка Лаврентьєву Михайлу Олексійовичу, який жив і працював у цьому будинку в 1946—1949 роках.
- буд. № 17 — пам'ятний знак жертвам тоталітарного режиму. Відкрито у 1993 році.